# Nowosady (stacja kolejowa)
Nowosady – stacja na linii kolejowej Siedlce – Siemianówka, położona równolegle do wsi o tej samej nazwie. Stanowi początek infrastruktury terminalu kontenerowego Chryzanów. 

## Schemat torów przed przebudową

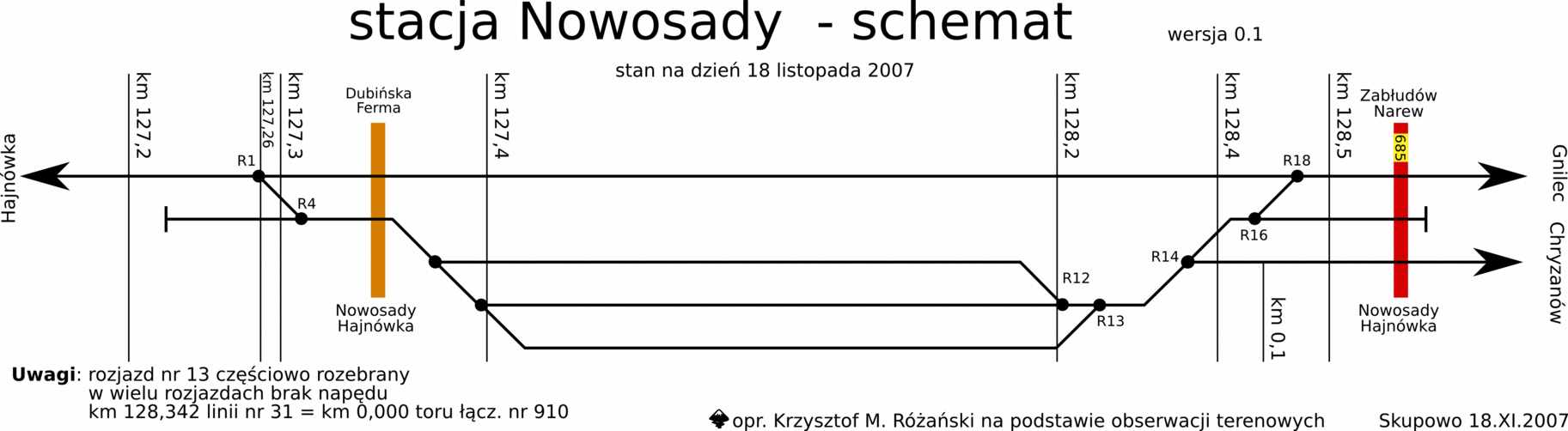
schemat stacji przed przebudową